# Hārītī

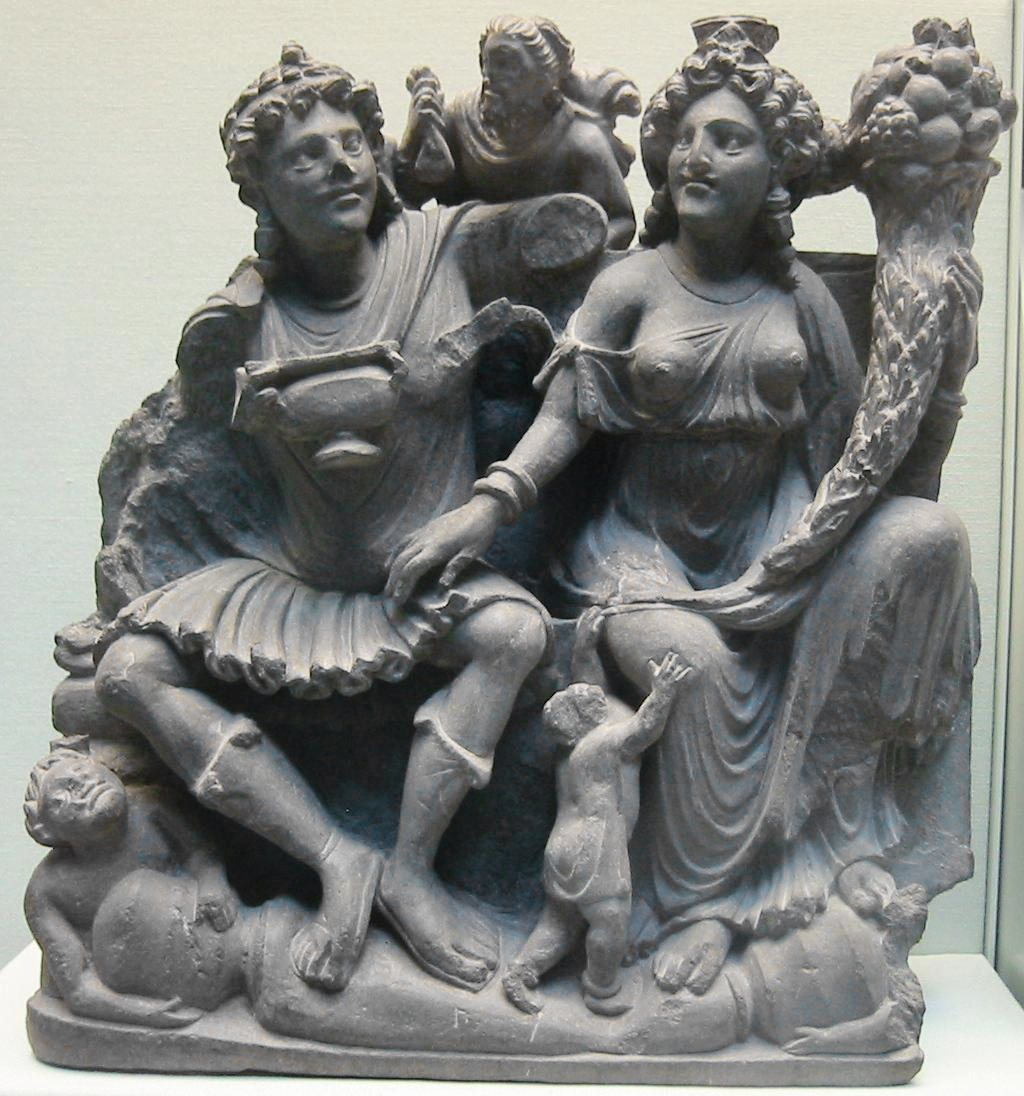
Pancika et Hārītī (à droite), tenant une corne d'abondance ; leurs pieds reposent sur un sac d'abondance. IIIe siècle, Takht-i-Bahi, Gandhara, British Museum.

Hārītī (हारीती en sanscrit) ou Kishimojin (鬼子母神 en japonais) est une déesse du bouddhisme pour la protection des enfants, les accouchements sans complication et l'harmonie générale de la famille.

## Légende
Selon une légende, rapportée au VIIe siècle par le voyageur chinois I-tsing, Hārītī était une ogresse s'adonnant au cannibalisme pour nourrir ses très nombreux enfants. C'est après avoir rencontré le Bouddha qu'elle se repentit et protégea les enfants. Hārītī, preneuse d'enfants est la déesse de la variole, maladie qui frappait particulièrement les jeunes enfants et après l'intervention de Buddha elle est transformée, par inversion des valeurs, en une divinité protectrice de l'enfance. Elle a fait l'objet, dans l'art du Gandhara, de nombreuses représentations à fortes réminiscences « classiques » : provenant de traditions issues du bassin méditerranéen dans le monde antique hellénisé. 
Elle est associée à la déesse Kâlî de l'hindouisme. Dans la culture de Gandhara, Hārītī a des attributs de la déesse grecque Tyché, dont les vêtements et la corne d'abondance.

## Autres noms

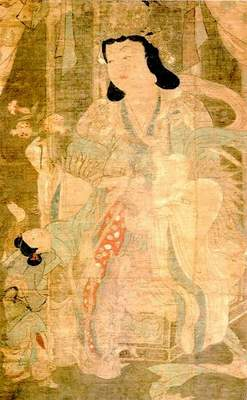
Représentation de Kishimojin, période Kamakura

En japonais, la déesse a plusieurs noms :
- Kangimo (japonais : 歓喜母, « qui amène le bonheur »)
- Karitei (japonais : 訶利帝, nom Shingon)
- Kariteimo (japonais : 訶梨帝母, autre nom Shingon)
- Kishibojin (japonais : 鬼子母神)
- Koyasu Kishibojin (japonais : 子安鬼子母神, « qui donne enfants et accouchements aisés »)